# Pega de Crowland

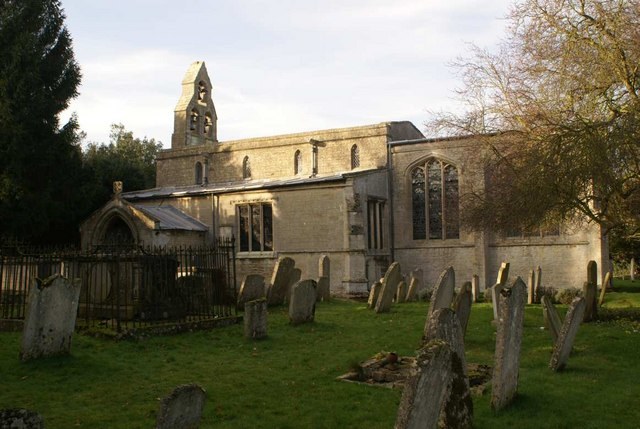
La iglesia parroquial en Peakirk está dedicada a Santa Pega

Pega (c. 673 - c.719) fue una santa cristiana anacoreta del antiguo reino anglosajón de Mercia. Era hermana de san Guthlac.

## Vida
Pega pertenecía a una de las grandes familias nobles de Mercia, y era la hija de Penwalh de Mercia. Vivió como una anacoreta donde hoy se encuentra Peakirk ("Iglesia de Pega") cerca de Peterborough, no lejos de la ermita de Guthlac en Crowland. Cuándo Guthlac se dio cuenta de que le quedaba poco tiempo de vida en el año 714,  la invitó a su funeral. Navegó río abajo por el Welland, curando por el camino a un hombre ciego de Wisbech. Heredó el salterio y el flagelo de Guthlac, donados posteriormente a la abadía de Crowland. Fue en peregrinaje a Roma y murió allí c. 719. Orderico Vital afirmó que sus reliquias se conservaron en una iglesia romana cuyo nombre no se conoce, y que allí se produjeron milagros.
La tradición dice que su corazón fue trasladado a Peakirk y se guardó como reliquia en la iglesia, depositado en un relicario, cuyos restos tras ser destrozado por las tropas de Cromwell, se ve en la ventana de la nave lateral sur.

## Santidad
Pega está considerada santa tanto por la Iglesia Católica como por la Anglicana. Su fiesta se celebra el 8 de enero.